# Widaczów
Widaczów is een plaats in het Poolse district  Przeworski, woiwodschap Subkarpaten. De plaats maakt deel uit van de gemeente Jawornik Polski en telt 330 inwoners.